# Apiro
Apiro ist eine italienische Gemeinde (comune) mit 2027 Einwohnern (Stand 31. Dezember 2023) in der Provinz Macerata in den Marken. Die Gemeinde liegt etwa 28 Kilometer nordwestlich von Macerata. Apiro ist Teil der Comunità montana del San Vicino und grenzt unmittelbar an die Provinz Ancona, im Südosten der Gemeinde liegt ein Teil des Lago di Cingoli.

## Geschichte
Das Gemeindegebiet war von Etruskern besiedelt oder die hiesigen Stämme standen im Kontakt mit den Etruskern. Die hier gefundene etruskische Kriegerstatuette von Apiro, die heute im Nelson-Atkins Museum of Art steht, stammt aus der Zeit um 460 vor Christus.

## Persönlichkeiten
- Filippo Mariotti (1833–1911), Literaturkritiker, Ministerialbeamter und Politiker